# Schooltuin

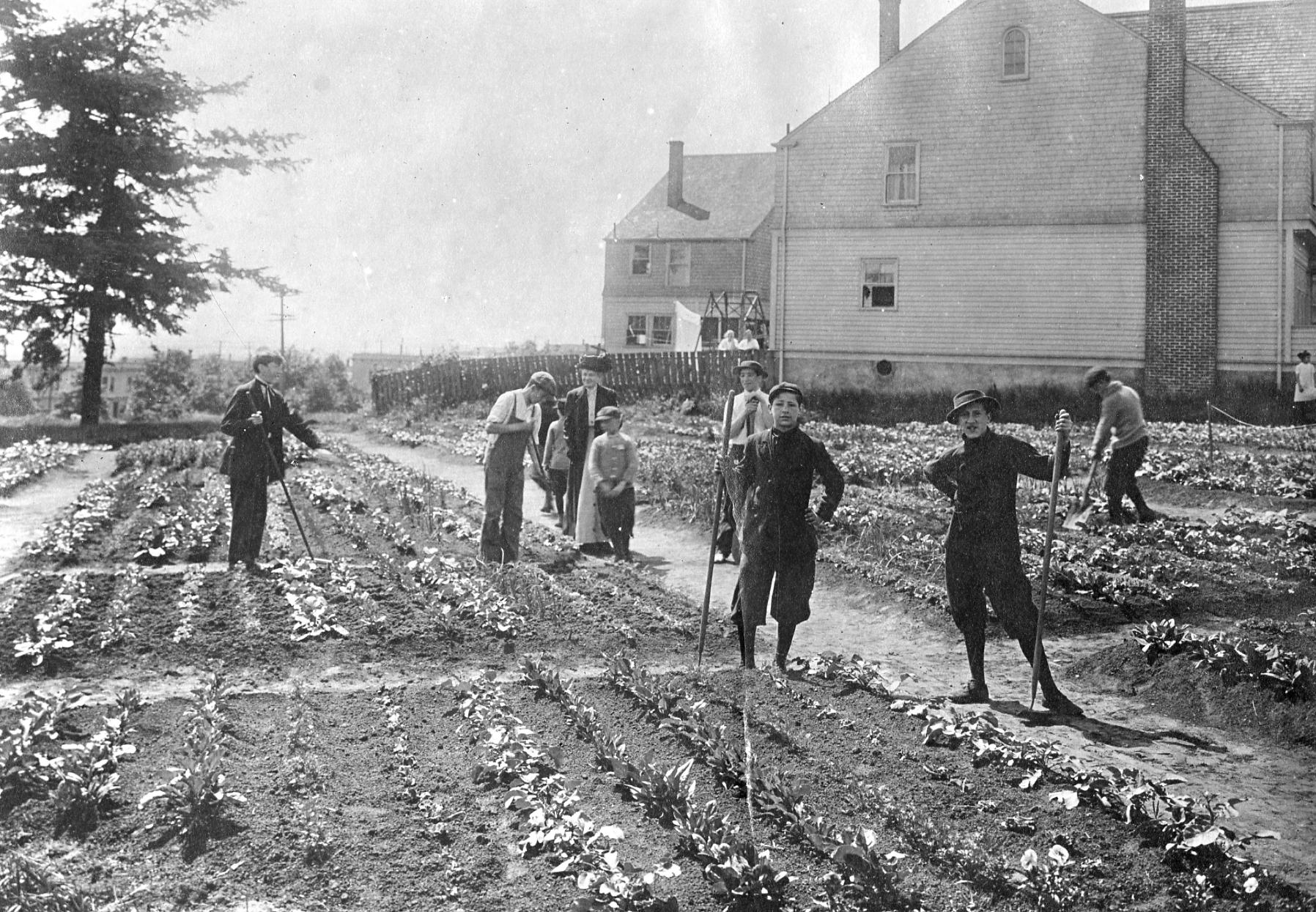
schooltuinen in 1913 (onbekende locatie)

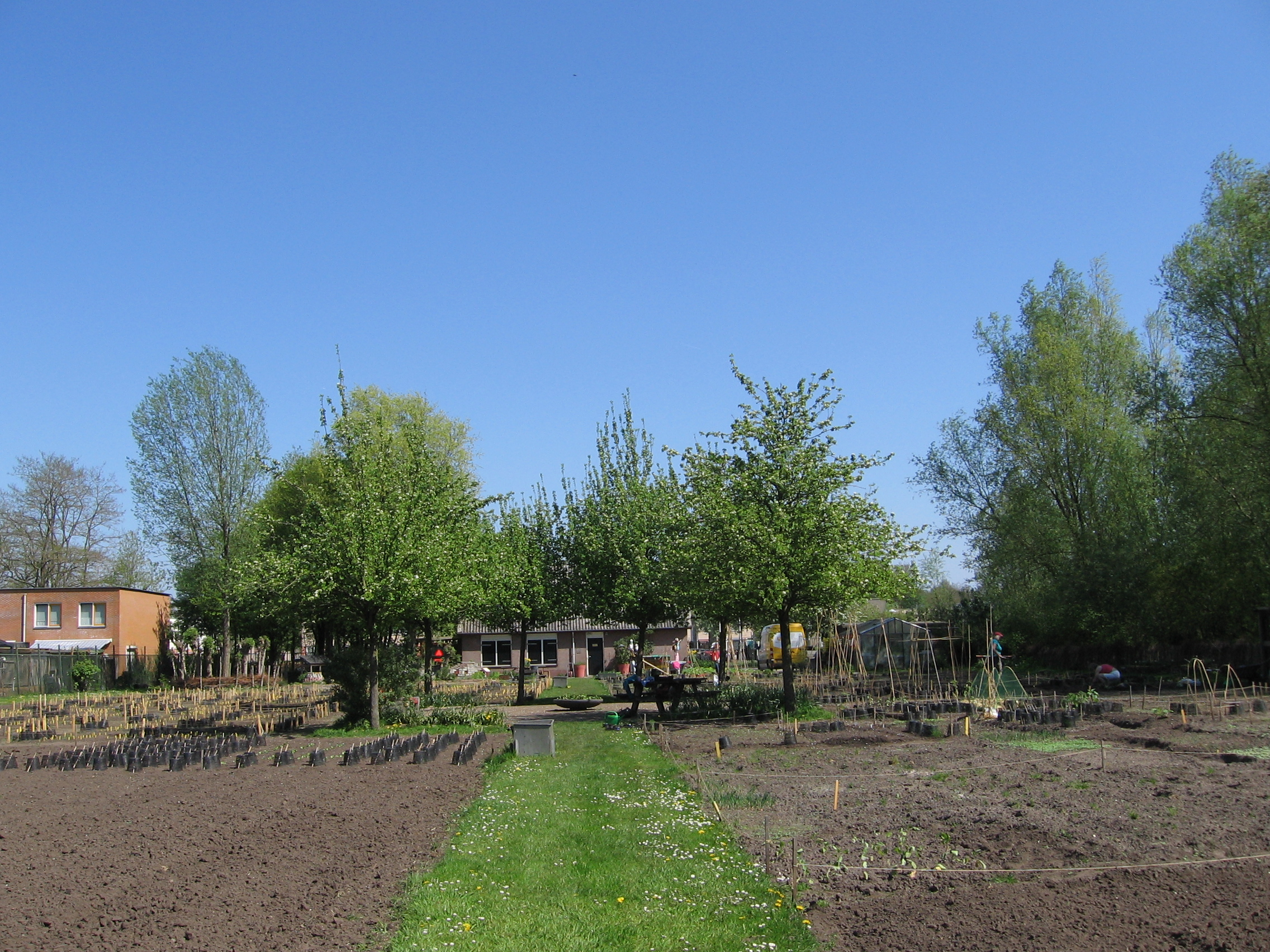
Schooltuin Plutodreef Utrecht

Een schooltuin, ook wel schoolwerktuin genoemd, is een stuk grond waar aan leerlingen van het basisonderwijs les wordt gegeven over de natuur, het milieu en landbouw.

## Geschiedenis
In de klassieke oudheid zijn waarschijnlijk al schooltuinen aangelegd door Plato, Sokrates en Epicurus, samen met hun leerlingen. Ook over de Perzische koning Cyrus II de Grote is beschreven dat hij tuinen heeft laten aanleggen voor onderwijsdoeleinden. In de middeleeuwen dienden kloostertuinen, vooral die van de Benedictijnen, voor onderwijsdoeleinden.
De eerste schooltuinen in Nederland werden gesticht in 1918, kort na de Eerste Wereldoorlog. In 1925 waren er ongeveer 35 schooltuinen in Nederland. Aanvankelijk lag het accent op voedselvoorziening aan arme kinderen maar geleidelijk kwam er meer aandacht voor het interesseren van kinderen voor de natuur. Overigens krijgt de eerstgenoemde functie tegenwoordig weer meer aandacht, onder andere doordat op schooltuintjes soms voedsel wordt geteeld ten behoeve van een voedselbank.

## Lesprogramma
Het lesprogramma omvat praktijklessen en theorielessen en beslaat ten minste een jaar zodat de kinderen op de schooltuin alle seizoenen zien voorbijkomen waarbij de verschillende gewassen op verschillende tijden worden gezaaid en geoogst. In de regel krijgt elk kind hierbij een eigen stukje grond waarbij ze zaden krijgen die ze zelf kunnen zaaien. Elke les onderhouden ze hun eigen stukje grond waarna aan het eind van het oogstseizoen voor het betreffende gewas kan worden geoogst. De kinderen kunnen dan de eetbare gewassen samen op school bereiden of ze mee naar huis nemen en bijvoorbeeld snijbloemen gebruiken om de school of hun eigen huis mee op te fleuren.